# Liste der geschützten Landschaftsbestandteile im Landkreis Hildesheim
Im Landkreis Hildesheim gibt es diese ausgewiesenen geschützten Landschaftsbestandteile.
Sie wurden zum einen durch den Landkreis, und zum anderen durch die Stadt Hildesheim unter Schutz gestellt.

## Landkreis Hildesheim
| Kleingewässerschutzverordnung Landkreis Hildesheim | BW | GLB HI 00001 |                                                   | ⊙ |      | 17. Okt. 1983 |
| Glenedurchbruchtal                                 | BW | GLB HI 00003 | Alfeld (Leine)                                    | ⊙ |      | 17. Okt. 1985 |
| Steinbruch bei Breinum                             | BW | GLB HI 00013 | Bad Salzdetfurth                                  | ⊙ |      | 4. Juni 1991  |
| Am Breiberg                                        | BW | GLB HI 00014 | Bockenem NW von Werder                            | ⊙ |      | 31. Juli 1991 |
| Schaube-Hecke                                      | BW | GLB HI 00018 | Bockenem                                          | ⊙ |      | 17. Jan. 1995 |
| Weißdornhecke                                      | BW | GLB HI 00002 | Duingen                                           | ⊙ |      | 16. Okt. 2001 |
| Landschaftsbestandteile Gemeinde Weenzen           | BW | GLB HI 00007 | Duingen                                           | ⊙ |      | 15. Nov. 2001 |
| Feldgehölz am Hirschkamp                           | BW | GLB HI 00008 | Duingen                                           | ⊙ |      | 16. Okt. 2001 |
| Baggersee am Eimer Kreuz                           | BW | GLB HI 00011 | Eime                                              | ⊙ | 2,5  | 3. Feb. 1992  |
| Dunser Wiesen                                      | BW | GLB HI 00015 | Eime                                              | ⊙ |      | 22. Feb. 1993 |
| Kirschenberg                                       | BW | GLB HI 00009 | Freden (Leine), Landwehr am Südrand von Wetteborn | ⊙ |      | 26. Juni 1990 |
| Glockenbornquelle und Feldgehölz Beckumer Friedhof | BW | GLB HI 00006 | Gronau (Leine)                                    | ⊙ |      | 23. Mai 1989  |
| Tongrube Asel (Südteil)                            | BW | GLB HI 00004 | Harsum                                            | ⊙ |      | 6. Okt. 1988  |
| Feldgehölze am Moorberg                            | BW | GLB HI 00005 | Sarstedt                                          | ⊙ |      | 17. Apr. 1989 |
| Im Meere                                           | BW | GLB HI 00010 | Sarstedt                                          | ⊙ |      | 15. Okt. 1990 |
| Baumschutzsatzung Stadt Sarstedt                   | BW | GLB HI 00012 | Sarstedt                                          | ⊙ |      | 12. Dez. 1989 |
| Hecken am Delmberg                                 |    | GLB HI 00036 | Sarstedt                                          | ⊙ |      | 24. Feb. 1994 |
| Burggraben an der Burg Steinbrück                  | BW | GLB HI 00016 | Söhlde                                            | ⊙ |      | 9. Dez. 1992  |
| Messeberg                                          | BW | GLB HI 00020 | Söhlde, Feldbergen                                | ⊙ | 1,78 | 21. Dez. 2015 |
| Legende für Geschützter Landschaftsbestandteil     |    |              |                                                   |   |      |               |

## Stadt Hildesheim
| 37 Linden als Allee                                                            |  | GLB LB-HI-27. Verzeichnis A, lfd. Nr. 01 | Hildesheim, Marienburg Westlich des ehemaligen Bahnhofs Marienburg | ??? |  | 3. Apr. 2017 |
| 287 Kirschbäume als Allee                                                      |  | GLB LB-HI-27. Verzeichnis A, lfd. Nr. 03 | Hildesheim, Hildesheim, Marienrode K 101 zwischen Neuhof und der Gaststätte Heidekrug | ??? |  | 3. Apr. 2017 |
| 1 Linde                                                                        |  | GLB LB-HI-27. Verzeichnis A, lfd. Nr. 04 | Hildesheim, Itzum Ackerfläche südöstlich des Südfriedhofes | ??? |  | 3. Apr. 2017 |
| 6 Linden als Baumgruppe                                                        |  | GLB LB-HI-27. Verzeichnis A, lfd. Nr. 05 | Hildesheim, Himmelsthür Linnenkamp | ??? |  | 3. Apr. 2017 |
| 21 Platanen                                                                    |  | GLB LB-HI-27. Verzeichnis A, lfd. Nr. 06 | Hildesheim Mittelstreifen der Sedanstraße | ??? |  | 3. Apr. 2017 |
| 3 Linden, 1 Bergahorn                                                          |  | GLB LB-HI-27. Verzeichnis A, lfd. Nr. 07 | Hildesheim, Ochtersum Am Lindenhof in Ochtersum | ??? |  | 3. Apr. 2017 |
| 1 Buche                                                                        |  | GLB LB-HI-27. Verzeichnis A, lfd. Nr. 08 | Hildesheim Im Pfarrgarten "Am Drispenstedter Brink" | ??? |  | 3. Apr. 2017 |
| 1 Rotbuche                                                                     |  | GLB LB-HI-27. Verzeichnis A, lfd. Nr. 10 | Hildesheim, Himmelsthür Grünanlage Klosterhof Himmelsthür | ??? |  | 3. Apr. 2017 |
| 1 Linde                                                                        |  | GLB LB-HI-27. Verzeichnis A, lfd. Nr. 11 | Hildesheim, Ochtersum Konrad-Adenauer-Straße 36 | ??? |  | 3. Apr. 2017 |
| 6 Eiben (Eibengruppe)                                                          |  | GLB LB-HI-27. Verzeichnis A, lfd. Nr. 12 | Hildesheim Goslarsche Straße 58 | ??? |  | 3. Apr. 2017 |
| 1 Linde                                                                        |  | GLB LB-HI-27. Verzeichnis A, lfd. Nr. 13 | Hildesheim Klostergarten Michaeliskloster | ??? |  | 3. Apr. 2017 |
| 2 Stieleichen                                                                  |  | GLB LB-HI-27. Verzeichnis A, lfd. Nr. 14 | Hildesheim Goslarsche Landstraße / Windmühlenstraße | ??? |  | 3. Apr. 2017 |
| 2 Linden                                                                       |  | GLB LB-HI-27. Verzeichnis A, lfd. Nr. 15 | Hildesheim Königstraße 10 | ??? |  | 3. Apr. 2017 |
| 1 Linde                                                                        |  | GLB LB-HI-27. Verzeichnis A, lfd. Nr. 17 | Hildesheim Immengarten 33 | ??? |  | 3. Apr. 2017 |
| 2 Eiben                                                                        |  | GLB LB-HI-27. Verzeichnis A, lfd. Nr. 18 | Hildesheim Zingel 20 | ??? |  | 3. Apr. 2017 |
| 1 Baumhasel                                                                    |  | GLB LB-HI-27. Verzeichnis A, lfd. Nr. 19 | Hildesheim Fachhochschule Ecke Wiesenstraße/Hohnsen | ??? |  | 3. Apr. 2017 |
| 1 Eiche                                                                        |  | GLB LB-HI-27. Verzeichnis A, lfd. Nr. 20 | Hildesheim Bergholzhang | ??? |  | 3. Apr. 2017 |
| Bäume mit einem Stammumfang ab 90 cm                                           |  | GLB LB-HI-27. Verzeichnis B, lfd. Nr. 01 | Hildesheim Wohngebiet Hildesheimer Wald | ??? |  | 3. Apr. 2017 |
| Bäume mit einem Stammumfang ab 90 cm                                           |  | GLB LB-HI-27. Verzeichnis B, lfd. Nr. 02 | Hildesheim Gebiet zwischen dem Waldrand des Galgenberges, Windmühlenstraße, Hohenstaufenring, Saarstraße und Bromberger Straße. | ??? |  | 3. Apr. 2017 |
| Bäume mit einem Stammumfang ab 90 cm                                           |  | GLB LB-HI-27. Verzeichnis B, lfd. Nr. 03 | Hildesheim Gebiet zwischen dem Waldrand des Steinberges, Steinbergstraße, Gerlandstraße und Brehmestraße. | ??? |  | 3. Apr. 2017 |
| Bäume mit einem Stammumfang ab 60 cm                                           |  | GLB LB-HI-27. Verzeichnis B, lfd. Nr. 04 | Hildesheim, Einum Gebiet zwischen Löwentorstr., An der Klus, Friesentor und Quelle in Einum. | ??? |  | 3. Apr. 2017 |
| Bäume mit einem Stammumfang ab 90 cm                                           |  | GLB LB-HI-27. Verzeichnis B, lfd. Nr. 05 | Hildesheim, Hildesheim, Ochtersum Gebiet zwischen Dammstraße, Johannisstraße, Kalenberger, Graben, Ernst-Ehrlicher-Park, Weinberg, verlängerter Hohnsen, B 343 / Alfelder Straße.                                                          | ??? |  | 3. Apr. 2017 |
| Gesamter Baumbestand am Osthang des Bergholzes mit einem Stammumfang ab 60 cm. |  | GLB LB-HI-27. Verzeichnis B, lfd. Nr. 06 | Hildesheim Osthang des Bergholzes. | ??? |  | 3. Apr. 2017 |
| Feldgehölzstreifen aus diversen Baum- und Straucharten.                        |  | GLB LB-HI-27. Verzeichnis C, lfd. Nr. 01 | Hildesheim, Ochtersum Südlich der Kleingartenanlage "Entenpfuhl". | ??? |  | 3. Apr. 2017 |
| Baumreihe aus Linden und Kastanien.                                            |  | GLB LB-HI-27. Verzeichnis C, lfd. Nr. 02 | Hildesheim, Marienrode Südlich des Wirtschaftsweges zwischen L 485 und K 101, sogenannter "Goetheweg". | ??? |  | 3. Apr. 2017 |
| Feldhecke aus Laubhölzern.                                                     |  | GLB LB-HI-27. Verzeichnis C, lfd. Nr. 03 | Hildesheim Am Ufer der Trillke zwischen der Steinbrücke an der Gemarkungsgrenze zwischen Marienrode und Neuhof und dem Steinberg und Neuhof (Poggenteichswiese).                                                                           | ??? |  | 3. Apr. 2017 |
| Feldhecke aus Laubhölzern.                                                     |  | GLB LB-HI-27. Verzeichnis C, lfd. Nr. 04 | Hildesheim Südöstliche Böschung zum Wirtschaftsweg Nr. 51 – Neuhof (Im Kleikampe). | ??? |  | 3. Apr. 2017 |
| Feldhecke aus Laubhölzern.                                                     |  | GLB LB-HI-27. Verzeichnis C, lfd. Nr. 05 | Hildesheim, Marienrode Nördliche Böschung im Mittelbereich des Wirtschaftsweges zwischen K 101 und dem Mühlenweg/Marienrode. (Neuhauser Kamp).                                                                                             | ??? |  | 3. Apr. 2017 |
| Feldhecke aus Laubhölzern.                                                     |  | GLB LB-HI-27. Verzeichnis C, lfd. Nr. 06 | Hildesheim, Marienrode Nördliche und südliche Böschung im mittleren Bereich des Wirtschaftsweges am "Oberen Hainholzkamp"/Marienrode. | ??? |  | 3. Apr. 2017 |
| Feldhecke aus Laubhölzern.                                                     |  | GLB LB-HI-27. Verzeichnis C, lfd. Nr. 07 | Hildesheim, Marienrode Nördliche Böschung zum Wirtschaftsweg zwischen den Äckern "Großer Kleekamp" und "Lange Äcker", Marienrode. | ??? |  | 3. Apr. 2017 |
| Feldhecke aus Laubhölzern.                                                     |  | GLB LB-HI-27. Verzeichnis C, lfd. Nr. 08 | Hildesheim, Marienrode Westliche Böschung in der Mitte des Mühlenweges, Marienrode. | ??? |  | 3. Apr. 2017 |
| Feldhecke aus Laubhölzern.                                                     |  | GLB LB-HI-27. Verzeichnis C, lfd. Nr. 09 | Hildesheim, Himmelsthür Östlich des Wirtschaftsweges Nr. 3 Himmelsthür unterhalb des Osterberges. | ??? |  | 3. Apr. 2017 |
| Baumreihe aus Süßkirschhochstämmen                                             |  | GLB LB-HI-27. Verzeichnis C, lfd. Nr. 10 | Hildesheim, Achtum-Uppen Entlang des Wirtschaftsweges Nr. 3 Achtum-Uppen zwischen dem Karrenweg und der Auffahrt zum Brockenblick. | ??? |  | 3. Apr. 2017 |
| Feldgehölze aus Baum- und Straucharten                                         |  | GLB LB-HI-27. Verzeichnis C, lfd. Nr. 11 | Hildesheim, Itzum Beidseitig des Wirtschaftsweges Nr. 1 Itzum zwischen Lechstedter Weg und dem Waldrand des Spitzhutes. | ??? |  | 3. Apr. 2017 |
| Feldgehölze aus Baum- und Straucharten                                         |  | GLB LB-HI-27. Verzeichnis C, lfd. Nr. 12 | Hildesheim, Einum Am Breiteweg und Barnteweg in der Feldmark Einum. | ??? |  | 3. Apr. 2017 |
| Feldgehölze aus Baum- und Straucharten                                         |  | GLB LB-HI-27. Verzeichnis C, lfd. Nr. 13 | Hildesheim, Bavenstedt Dreieck zwischen den Feldwegen Nr. 3 und 4 in Bavenstedt. | ??? |  | 3. Apr. 2017 |
| Feldgehölze aus Baum- und Straucharten                                         |  | GLB LB-HI-27. Verzeichnis C, lfd. Nr. 14 | Hildesheim, Marienburg Entlang des Grabens zwischen der L 491 und der Geländekerbe des NSG "Am Roten Steine". | ??? |  | 3. Apr. 2017 |
| Feldgehölzstreifen aus diversen Baum- und Straucharten                         |  | GLB LB-HI-27. Verzeichnis C, lfd. Nr. 15 | Hildesheim Entlang des Dammweges östlich der Kleingartenanlagen Hakelbrink und Entenpfuhl. | ??? |  | 3. Apr. 2017 |
| Obstwiese                                                                      |  | GLB LB-HI-27. Verzeichnis D, lfd. Nr. 01 | Hildesheim, Sorsum, 14, 12 teilweise Nördlich des Wirtschaftsweges Nr. 21 Sorsum. | ??? |  | 3. Apr. 2017 |
| Obstwiese                                                                      |  | GLB LB-HI-27. Verzeichnis D, lfd. Nr. 02 | Hildesheim, Sorsum, 14, 14 teilweise Nördlich des Wirtschaftsweges Nr. 21 Sorsum. | ??? |  | 3. Apr. 2017 |
| Obstwiese                                                                      |  | GLB LB-HI-27. Verzeichnis D, lfd. Nr. 03 | Hildesheim, Sorsum, 14, 17 teilweise Nördlich des Wirtschaftsweges Nr. 21 Sorsum. | ??? |  | 3. Apr. 2017 |
| Obstwiese                                                                      |  | GLB LB-HI-27. Verzeichnis D, lfd. Nr. 04 | Hildesheim, Sorsum, 18, 36/1 Nördlich des Wirtschaftsweges Nr. 20 Sorsum. | ??? |  | 3. Apr. 2017 |
| Obstwiese                                                                      |  | GLB LB-HI-27. Verzeichnis D, lfd. Nr. 05 | Hildesheim Am Gut Steuerwald. | ??? |  | 3. Apr. 2017 |
| Obstwiese                                                                      |  | GLB LB-HI-27. Verzeichnis D, lfd. Nr. 06 | Hildesheim Neuhof. Ecke Dethmarstraße / Robert-Bosch-Straße. | ??? |  | 3. Apr. 2017 |
| Obstwiese                                                                      |  | GLB LB-HI-27. Verzeichnis D, lfd. Nr. 07 | Hildesheim, Hildesheim, 65, 29 Neuhof. Südwestlich der Ecke Dethmarstraße / Im tiefen Sieke. | ??? |  | 3. Apr. 2017 |
| Obstwiese                                                                      |  | GLB LB-HI-27. Verzeichnis D, lfd. Nr. 08 | Hildesheim, Hildesheim, 65, 28/2 Neuhof. Südwestlich der Ecke Dethmarstraße / Im tiefen Sieke. | ??? |  | 3. Apr. 2017 |
| Obstwiese                                                                      |  | GLB LB-HI-27. Verzeichnis D, lfd. Nr. 09 | Hildesheim, Hildesheim, 65, 28/1 Neuhof. Südwestlich der Ecke Dethmarstraße / Im tiefen Sieke. | ??? |  | 3. Apr. 2017 |
| Obstwiese                                                                      |  | GLB LB-HI-27. Verzeichnis D, lfd. Nr. 10 | Hildesheim, Hildesheim, 65, 299/25 Neuhof. Südwestlich der Ecke Dethmarstraße / Im tiefen Sieke. | ??? |  | 3. Apr. 2017 |
| Obstwiese                                                                      |  | GLB LB-HI-27. Verzeichnis D, lfd. Nr. 11 | Hildesheim, Hildesheim, 65, 31 Neuhof zwischen Dethmarstraße und Im tiefen Sieke südlich des Grabens. | ??? |  | 3. Apr. 2017 |
| Obstwiese                                                                      |  | GLB LB-HI-27. Verzeichnis D, lfd. Nr. 12 | Hildesheim, Hildesheim, 65, 31 Neuhof zwischen Dethmarstraße und Im tiefen Sieke südlich des Grabens. | ??? |  | 3. Apr. 2017 |
| Obstwiese                                                                      |  | GLB LB-HI-27. Verzeichnis D, lfd. Nr. 13 | Hildesheim, Hildesheim, 65, 45/16 Neuhof. Östlich des Weges Im tiefen Sieke südlich des Grabens. | ??? |  | 3. Apr. 2017 |
| Obstwiese                                                                      |  | GLB LB-HI-27. Verzeichnis D, lfd. Nr. 14 | Hildesheim, Hildesheim, 65, 45/10 Neuhof. Östlich des Weges Im tiefen Sieke südlich des Grabens. | ??? |  | 3. Apr. 2017 |
| Obstwiese                                                                      |  | GLB LB-HI-27. Verzeichnis D, lfd. Nr. 15 | Hildesheim, Hildesheim, 65, 42/24 und 42/25 Neuhof. Östlich des Weges Im tiefen Sieke und den Grundstücken Nr. 72 und 52 der Klingenbergstraße.                                                                                            | ??? |  | 3. Apr. 2017 |
| Obstwiese                                                                      |  | GLB LB-HI-27. Verzeichnis D, lfd. Nr. 16 | Hildesheim, Hildesheim, 65, 41/17 Neuhof. Östlich des Weges Im tiefen Sieke und dem Grundstück Nr. 74 der Klingenbergstraße. | ??? |  | 3. Apr. 2017 |
| Obstwiese                                                                      |  | GLB LB-HI-27. Verzeichnis D, lfd. Nr. 17 | Hildesheim, Hildesheim, 65, 372/36 Neuhof. Nordwestlich des Weges Im tiefen Sieke. | ??? |  | 3. Apr. 2017 |
| Obstwiese                                                                      |  | GLB LB-HI-27. Verzeichnis D, lfd. Nr. 18 | Hildesheim, Hildesheim, 65, 41/18 + 37/17 Neuhof. Östlich des Weges Im tiefen Sieke und dem Grundstück Nr. 76 der Klingenbergstraße. | ??? |  | 3. Apr. 2017 |
| Obstwiese                                                                      |  | GLB LB-HI-27. Verzeichnis D, lfd. Nr. 19 | Hildesheim, Hildesheim, 65, 37/12 Neuhof. Südwestlich des Weges Im tiefen Sieke und nordwestlich des Grundstückes Nr. 96 der Klingenbergstraße.                                                                                            | ??? |  | 3. Apr. 2017 |
| Obstwiese                                                                      |  | GLB LB-HI-27. Verzeichnis D, lfd. Nr. 20 | Hildesheim, Hildesheim, 65, 37/8 teilweise Neuhof. Nordwestlich der Klingenbergstraße und südöstlich des Bebauungshaushaltes. | ??? |  | 3. Apr. 2017 |
| Obstwiese                                                                      |  | GLB LB-HI-27. Verzeichnis D, lfd. Nr. 21 | Hildesheim, Hildesheim, 65, 53/11 Neuhof. Ecke Robert-Bosch-Straße / Am Krümpel. | ??? |  | 3. Apr. 2017 |
| Obstwiese                                                                      |  | GLB LB-HI-27. Verzeichnis D, lfd. Nr. 22 | Hildesheim, Hildesheim, 65, (54/20 +54/21) teilweise Neuhof. Zwischen Dethmarstraße und Am Krümpel südlich des Grabens. | ??? |  | 3. Apr. 2017 |
| Obstwiese                                                                      |  | GLB LB-HI-27. Verzeichnis D, lfd. Nr. 23 | Hildesheim, Hildesheim, 65, 58/2 teilweise Neuhof. Zwischen Dethmarstraße und Am Krümpel südlich des Grabens. | ??? |  | 3. Apr. 2017 |
| Obstwiese                                                                      |  | GLB LB-HI-27. Verzeichnis D, lfd. Nr. 24 | Hildesheim, Hildesheim, 65, 61/2 teilweise Neuhof. Zwischen Dethmarstraße und Am Krümpel südlich des Grabens. | ??? |  | 3. Apr. 2017 |
| Obstwiese                                                                      |  | GLB LB-HI-27. Verzeichnis D, lfd. Nr. 25 | Hildesheim, Hildesheim, 65, 497/66 teilweise Neuhof. Zwischen Dethmarstraße und Am Krümpel südlich des Grabens. | ??? |  | 3. Apr. 2017 |
| Obstwiese                                                                      |  | GLB LB-HI-27. Verzeichnis D, lfd. Nr. 26 | Hildesheim, Hildesheim, 65, 69/2 teilweise Neuhof. Zwischen Dethmarstraße und Am Krümpel südlich des Grabens. | ??? |  | 3. Apr. 2017 |
| Obstwiese                                                                      |  | GLB LB-HI-27. Verzeichnis D, lfd. Nr. 27 | Hildesheim, Hildesheim, 65, 72/12 teilweise Neuhof. Zwischen Dethmarstraße und Am Krümpel südlich des Grabens. | ??? |  | 3. Apr. 2017 |
| Obstwiese                                                                      |  | GLB LB-HI-27. Verzeichnis D, lfd. Nr. 28 | Hildesheim, Hildesheim, 65, 48/23 teilweise Neuhof. Nördlich des Regenwasserauffangbeckens am Westerholzweg. | ??? |  | 3. Apr. 2017 |
| Obstwiese                                                                      |  | GLB LB-HI-27. Verzeichnis D, lfd. Nr. 29 | Hildesheim, Hildesheim, 65, 43/57 Neuhof. Westlich des Regenwasserauffangbeckens am Westerholzweg. | ??? |  | 3. Apr. 2017 |
| Obstwiese                                                                      |  | GLB LB-HI-27. Verzeichnis D, lfd. Nr. 30 | Hildesheim, Hildesheim, 65, 171/6 Neuhof. Südlich des Regenwasserauffangbeckens am Westerholzweg. | ??? |  | 3. Apr. 2017 |
| Obstwiese                                                                      |  | GLB LB-HI-27. Verzeichnis D, lfd. Nr. 31 | Hildesheim, Hildesheim, 65, 176/12 Neuhof. Nordwestlich des Westerholzweges unterhalb der Grundstücke 47, 48 Klingenbergstraße. | ??? |  | 3. Apr. 2017 |
| Obstwiese                                                                      |  | GLB LB-HI-27. Verzeichnis D, lfd. Nr. 32 | Hildesheim, Hildesheim, 65, 176/8 Neuhof. Nordwestlich des Westerholzweges zwischen den Häusern 41 und 47 Klingenbergstraße. | ??? |  | 3. Apr. 2017 |
| Obstwiese                                                                      |  | GLB LB-HI-27. Verzeichnis D, lfd. Nr. 33 | Hildesheim, Hildesheim, 65, 176/8 Neuhof. Östlich des Westerholzweges südlich des Grundstückes Nr. 20. | ??? |  | 3. Apr. 2017 |
| Obstwiese                                                                      |  | GLB LB-HI-27. Verzeichnis D, lfd. Nr. 34 | Hildesheim, Hildesheim, 65, 183/18 Neuhof. Östlich des Kirschblütenweges nordöstlich des Grundstückes Nr. 44 Beaulieustraße. | ??? |  | 3. Apr. 2017 |
| Obstwiese                                                                      |  | GLB LB-HI-27. Verzeichnis D, lfd. Nr. 35 | Hildesheim, Hildesheim, 65, 183/3 Neuhof. Östlich des Kirschblütenweges nördlich der Grundstücke Nr. 36A und 40 Beaulieustraße. | ??? |  | 3. Apr. 2017 |
| Obstwiese                                                                      |  | GLB LB-HI-27. Verzeichnis D, lfd. Nr. 36 | Hildesheim, Hildesheim, 65, 192/5 Neuhof. Südlich der Grundstücke Nr. 7 und 9 der Klingenbergstraße. | ??? |  | 3. Apr. 2017 |
| Obstwiese                                                                      |  | GLB LB-HI-27. Verzeichnis D, lfd. Nr. 37 | Hildesheim, Hildesheim, 65, 203 Neuhof. Östlich des Kirschblütenweges am Ende der Beaulieustraße. | ??? |  | 3. Apr. 2017 |
| Obstwiese                                                                      |  | GLB LB-HI-27. Verzeichnis D, lfd. Nr. 38 | Hildesheim, Hildesheim, 65, 184/2 Neuhof. Östlich des Kirschblütenweges am Ende der Beaulieustraße. | ??? |  | 3. Apr. 2017 |
| Obstwiese                                                                      |  | GLB LB-HI-27. Verzeichnis D, lfd. Nr. 39 | Hildesheim, Hildesheim, 65, 184/3 Neuhof. Südlich der Grundstücke Nr. 25 bis 33 der Beaulieustraße. | ??? |  | 3. Apr. 2017 |
| Feuchtzone mit Schilf                                                          |  | GLB LB-HI-27. Verzeichnis E, lfd. Nr. 01 | Hildesheim Tonkuhle "Blauer Kamp" | ??? |  | 3. Apr. 2017 |
| Amphibientümpel                                                                |  | GLB LB-HI-27. Verzeichnis E, lfd. Nr. 02 | Hildesheim Tonkuhle "Blauer Kamp" | ??? |  | 3. Apr. 2017 |
| Herbstzeitlosenwiese                                                           |  | GLB LB-HI-27. Verzeichnis E, lfd. Nr. 03 | Hildesheim Tonkuhle "Blauer Kamp" | ??? |  | 3. Apr. 2017 |
| Berghölzchenwiese                                                              |  | GLB LB-HI-27. Verzeichnis F, lfd. Nr. 01 | Hildesheim | ??? |  | 3. Apr. 2017 |
| Obstplantage                                                                   |  | GLB LB-HI-27. Verzeichnis F, lfd. Nr. 02 | Hildesheim, Himmelsthür Auf der Fuchslade/Himmelsthür | ??? |  | 3. Apr. 2017 |
| Grünanlagen                                                                    |  | GLB LB-HI-27. Verzeichnis F, lfd. Nr. 03 | Hildesheim Entlang der Straßen Braunsberger Straße, Allensteiner Straße, Trakehnenweg, Neidenburger Straße, Soltaustraße, Ortelsburger Straße, Ützenkamp und Angerburger Straße im Bereich des Bebauungsplanes Nr. 1 der Stadt Hildesheim. | ??? |  | 3. Apr. 2017 |
| Legende für Geschützter Landschaftsbestandteil                                 |  |                                          | |     |  |              |